# Кукушкина (приток Большой Ширты)
Кукушкина — река в России, протекает в Красноселькупском районе Ямало-Ненецкого автономного округа. Устье реки находится в 270 км по правому берегу реки Большая Ширта на высоте 69 метров над уровнем моря. Длина реки составляет 19 км.

## Данные водного реестра
По данным государственного водного реестра России относится к Нижнеобскому бассейновому округу, водохозяйственный участок реки — Таз, речной подбассейн реки — подбассейн отсутствует. Речной бассейн реки — Таз.